# Khalid Labied
Khalid Labied, né le 24 août 1955, est un footballeur international marocain. Il évoluait au poste de milieu de terrain.

## Biographie
Né en 1955, Labied a tout d'abord pratiqué le football dans des équipes de quartiers avant de se faire repérer par le FUS de Rabat en 1973 qui celui-ci possédait alors l’une des meilleures écoles de formations. Après avoir passé une saison avec l'équipe juniors, Khalid intègre rapidement l’équipe première. Mais ce n'est pas pour autant qu'il fut titularisé en effet car son premier match en séniors eut lieu qu'en 1975 face au Wydad de Casablanca. Lors de ce match, après une très belle prestation il est devenu pour son équipe indispensable.
Il a été ensuite grâce à ses belles prestations sélectionné en équipe nationale des juniors puis dans l'équipe olympique et ensuite dans l'équipe A du Maroc qui avec lequel il prit part aux Jeux méditerranéens disputés à Split en 1977.
L'un de ses meilleurs matchs alors qu'il était avec l'équipe nationale était face à la redoutable équipe de Yougoslavie. Lors de ce match, les Marocains ont pu faire l'exploit de mener au score avant de se faire rattraper et de s'incliner sur le score de deux buts à un. Khaled avait fait des misères durant ce match à la grosse défense yougoslave.
Il participa en 1980 à la douzième édition de la coupe d'Afrique des nations de football avec l'équipe nationale durant laquelle il atteint les demi-finales. Pendant la compétition face au Ghana lors des quarts de finale, il inscrit l'unique but de la rencontre et qualifie les siens aux demi-finales qui seront perdus face au pays hôte qu'est le Nigeria sur le score d'un but à zéro. Alors que les lions de l'Atlas sont éliminés, ils doivent affronter l'équipe d’Égypte pour le match de la troisième place. Ce match se termine par une victoire marocaine sur le score de deux buts à zéro grâce à un doublé de Labied, le premier lors de la 9e minute et le second lors de la 78e minute. 
Il a été sacré meilleur buteur de la CAN 1980 avec le nigérian Segun Odegbami, grâce à ses trois buts marqués face au Ghana et à Égypte.
Après cette glorieuse aventure, Labied perdra au fil des matchs son poste à cause de l’ascension d’Aziz Bouderbala sans pour autant perdre sa place en équipe nationale. Mais Labied retrouva son poste quelque temps plus tard après que Aziz Bouderbala ne change de poste.
Lorsque les entraineurs Jabrane et Hamidouche cédèrent leurs places au Brésilien Valente, Labied était au sommet de son art puisque c'est Valente qui lui donna l’opportunité d’étaler son talent et son beau jeu. Lors des Jeux méditerranéens de 1983 à Casablanca, l'équipe nationale du Maroc décroche la médaille d’or en battant en finale la Turquie sur le score de trois buts à zéro et le buteur de la finale est Khaled Labied.
Avec le départ de Jaime Valente et l'arrivée de José Faria, Labied devient avant centre de pointe, Malgré sa reconversion, il participe à la qualification du Maroc à la Coupe du monde en 1986 à Mexico et à la Coupe d'Afrique des nations de football 1986 en Égypte. Il n'est malheureusement pas retenu par Faria pour disputer la coupe du monde de football mais il ira tout de même à Mexico où il a suivi le mondial des tribunes. Labied se reconvertit en milieu de terrain et poursuit sa carrière de footballeur avec le FUS de Rabat jusqu'en 1993, date de sa retraite.

## Les sélections en équipe nationale "A"
1. 05/02/1977 Gabon vs Maroc à Libreville 0 - 1 Amical
2. 24/06/1979 Maroc - Togo à Mohammedia 7 - 0 Elim. CAN 1980…………….1 but
3. 23/09/1979 Egypte - Maroc à Zadar 0 - 0  J.M 1979
4. 17/02/1980 Maroc - Pologne à Marrakech 1 - 0 Amical
5. 25/02/1980 Maroc - Sénégal à Meknès 3 - 2 Amical
6. 27/02/1980 Maroc - Tunisie Meknès 0 - 0 Amical
7. 09/03/1980 Ibadan : Guinée vs Maroc 1 - 1 CAN 1980
8. 13/03/1980 Ibadan : Algérie vs Maroc 1 - 0 CAN 1980
9. 16/03/1980 Ibadan : Ghana vs Maroc 0 - 1 CAN 1980
10. 19/03/1980 Lagos : Nigeria vs Maroc 1 - 0 Demi-finale CAN 1980
11. 21/03/1980 Lagos : Egypte vs Maroc 0 - 2 Classement CAN 1980…………2 buts
12. 08/06/1980 Tunis : Tunisie vs Maroc 0 - 1 Amical
13. 30/11/1980 Zambie - Maroc à Lusaka 2 - 0 ( 4 - 5 ) Elim. CM 1982
14. 14/08/1983 Benin City : Nigeria vs Maroc 0 - 0 Elim. CAN 1984
15. 28/08/1983 Casablanca : Maroc vs Nigeria 0 - 0 ( 3 - 4 ) Elim. CAN 1984
16. 13/09/1983 Mohammedia : Maroc vs Libye  2 - 0 JM 1983
17. 15/09/1983 Casablanca : Maroc vs Egypte  2 - 1 Demi-finale Jeux Méd
18. 15/01/1984 Côte d’ivoire - Maroc à Abidjan 3 - 3 Amical…………………….1 but
19. 23/06/1984 Casablanca : Maroc vs Sénégal 2 - 1 Amical
20. 30/06/1984 Freetown : Sierra Leone vs Maroc 0 - 1 Elim. CM 1986
21. 15/07/1984 Maroc - Sierra Leone à Rabat 4 - 0 Elim. CM 1986……………….1 but
22. 07/04/1985 Maroc - Malawi à Rabat 2 - 0 Elim. CM 1986
23. 21/04/1985 Malawi - Maroc à Blantyre 0 - 0 Elim. CM 1986
24. 12/07/1985 Le Caire : Egypte vs Maroc 0 - 0 Elim. CM 1986
25. 28/07/1985 Casablanca : Maroc vs Egypte 2 - 0 Elim. CM 1986
26. 07/08/1985 Rabat : Maroc vs Tunisie 2 - 2 Jeux Panarabes
27. 10/08/1985 Maroc – Mauritanie 3 - 0 Jeux Arabes
28. 16/08/1985 Rabat : Maroc vs Irak Rabat 0 - 1 Finale Jeux Panarabes
29. 06/10/1985 Rabat : Maroc - Libye 3 - 0 Elim. CM 1986
30. 19/02/1986 Maroc – Bulgarie à Rabat 0 - 0 Amical
31. 08/03/1986 Algérie - Maroc à Alexandrie 0 - 0 CAN 1986
32. 14/03/1986 Zambie - Maroc à Alexandrie 0 - 1 CAN 1986

## Les matchs olympiques et "B"
1. 21/07/1977 : Chine U20 vs Maroc : 1 - 1 Tournoi de Pékin
2. 23/07/1977 : Shanghai : Japon 'B' vs Maroc 0 - 4 Tournoi de Pékin…………..1 but
3. 29/04/1979 : Dakar Sénégal v Maroc 1 - 0 ( 5 - 6 p) Elim. JO 1980
4. 21/09/1979 : Sibenik : Grèce vs Maroc 1 - 1 J.M 1979
5. 25/09/1979 : Sibenik : Yougoslavie v Maroc 2 - 1 J.M 1979
6. 09/12/1979 : Casablanca Maroc v Algérie 1 - 5 Elim. JO 1980
7. 09/09/1983 Mohammadia Maroc v Grèce 0 - 0 J.M 1983
8. 17/09/1983 Casablanca Maroc v Turquie 'B' 3 - 0 Finale J.M 1983………….1 but
9. 25/09/1983 Casablanca : Maroc vs Sénégal 1 - 0 Elim. JO 1984
10. 11/02/1984 Lagos : Nigeria vs Maroc 0 - 0 Elim. JO 1984
11. 26/02/1984 Casablanca : Maroc vs Nigeria 0 - 0 (4-3p) Elim. JO 1984
12. 30/07/1984 Palo Alto : Allemagne Ouest vs Maroc 2 - 0 J.O 1984
13. 01/08/1984 Pasadena : A.Saoudite vs Maroc 0 - 1 J.O 1984
14. 03/08/1984 Pasadena : Brésil vs Maroc 2 - 0 J.O 1984
15. 13/08/1985 Rabat Maroc vs Algérie "B"  1 - 0 Demi-finale Jeux Panarabes
16. 29/01/1986 Malaga : Espagne "B" vs Maroc 3 - 0 Amical

## Palmarès

### En équipe nationale
Maroc
- Jeux Méditerranéens
  - Vainqueur en 1983
- Jeux Arabes
  - Finaliste en 1985

### En club
FUS de Rabat
- Championnat du Maroc
  - Vice-champion en 1981
- Coupe du Trône
  - Vainqueur en 1976